# Lindenau (cráter)

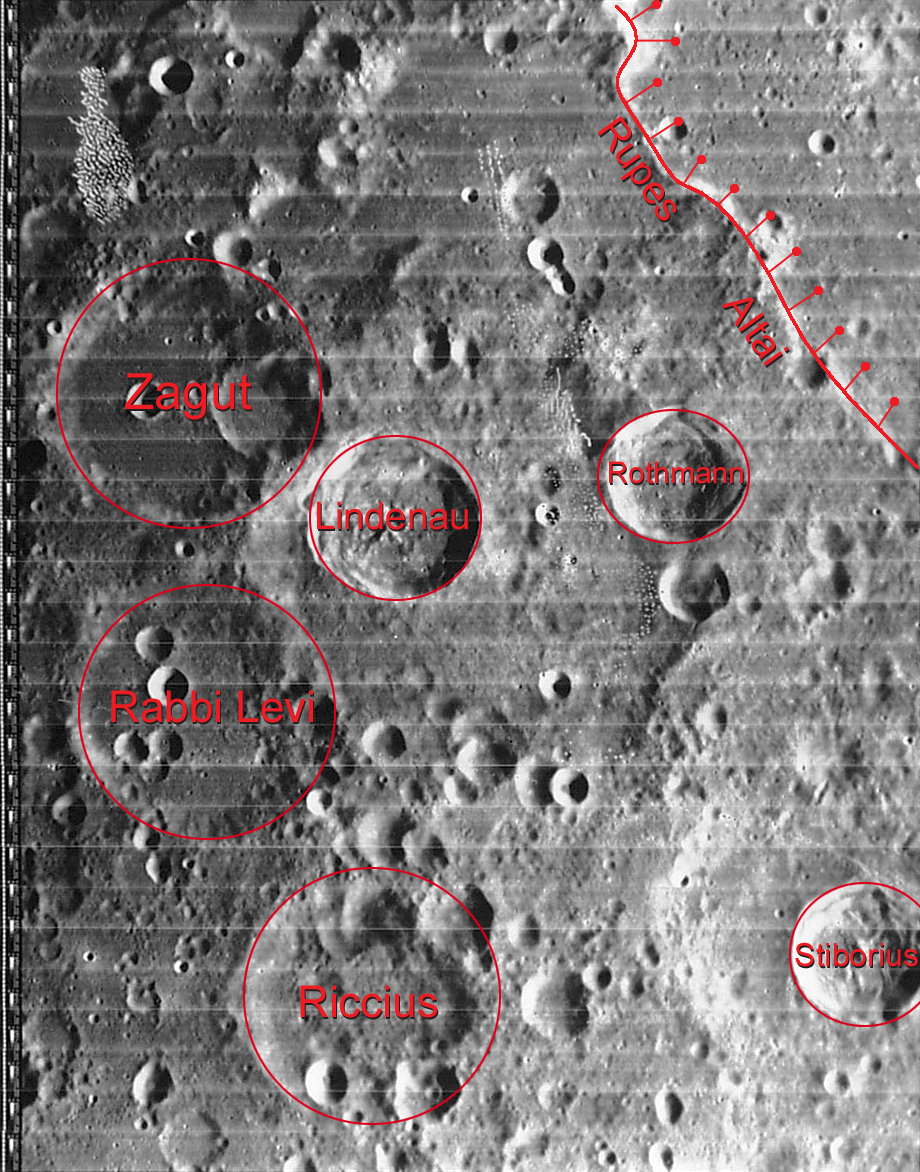
Cráteres anexos a Lindenau (Gráfico del Digital Lunar Orbiter Photographic Atlas of the Moon)

Lindenau es un cráter de impacto lunar. Está situado al lado del borde este-sureste del cráter Zagut, y al noreste de Rabbi Levi. Al noreste se halla el cráter ligeramente más pequeño Rothmann y la cresta del Rupes Altai. Tiene 53 kilómetros de diámetro y 2,9 kilómetros de profundidad.
|  |

El borde de este cráter ha recibido muy poco desgaste, en contraste con los cráteres vecinos al oeste y suroeste. El borde es afilado, con una pequeña rampa exterior, y con terrazas en algunas partes de la pared interior. En el borde occidental aparece una pequeña protrusión hacia el exterior donde la cara interna se ha desplomado algo. El suelo interior es irregular en algunos lugares, y contiene una formación de picos centrales alrededor del punto medio. Pertenece al Período Ímbrico Superior, entre 3800  3200 millones de años atrás.
Debe su nombre al astrónomo alemán del siglo XIX Bernhard von Lindenau.

## Cráteres satélite
Por convención estos elementos son identificados en los mapas lunares poniendo la letra en el lado del punto medio del cráter que está más cerca de Lindenau.

|          | \| Lindenau \| Coordenadas \| Diámetro \| \| -------- \| ----------------------------- \| -------- \| \| D \| 30°24′S 24°54′E / -30.4, 24.9 \| 10 km \| \| E \| 31°36′S 26°30′E / -31.6, 26.5 \| 8 km \| \| F \| 32°24′S 26°24′E / -32.4, 26.4 \| 10 km \| \| G \| 33°12′S 27°18′E / -33.2, 27.3 \| 10 km \| \| H \| 31°18′S 26°18′E / -31.3, 26.3 \| 11 km \| |          |
| Lindenau | Coordenadas | Diámetro |
| D        | 30°24′S 24°54′E / -30.4, 24.9 | 10 km    |
| E        | 31°36′S 26°30′E / -31.6, 26.5 | 8 km     |
| F        | 32°24′S 26°24′E / -32.4, 26.4 | 10 km    |
| G        | 33°12′S 27°18′E / -33.2, 27.3 | 10 km    |
| H        | 31°18′S 26°18′E / -31.3, 26.3 | 11 km    |